# Tukultininurta I
Tukultininurta I o Tukulti-Ninurta I (antigament Tukultininib o Tukulti-Ninib quan el nom de la deïtat "Ninurta" es va transcriure Ninib) va ser rei d'Assíria cap als anys 1235 aC - 1196 aC. Segons la Llista dels reis d'Assíria, va succeir al seu pare Salmanassar I, que havia estat rei potser el 1275 aC - 1235 aC.
Durant els primers anys del seu regnat va fer una expedició contra els guti als que va derrotar amb una gran matança, i els uqmeni, veïns dels guti, es van sotmetre. Va fer presoner al rei uqmeni Abulli. En la mateixa campanya també va sotmetre Elkhúlia i Sarnida, països veïns dels guti. Va iniciar una altra campanya contra els kudmukhi, i al seu país va conquerir cinc fortaleses. La regió entre les muntanyes de Kashiyari i les muntanyes d'Alzi, que estava revoltada feia uns deu anys, va ser sotmesa, i el rei d'Alzi, Ekhliteshup, va fugir al Nairi.
També en els primers anys de regnat va envair Babilònia i el rei cassita Kaixtiliaix IV de la II dinastia (que governà entre 1242/1234 aC i 1235/1226 aC segons les diferents cronologies) va caure derrotat i va ser fet presoner i deportat a Assíria. El rei assiri va arribar fins al golf Pèrsic, fins l'anomenat llavors País de la Mar i fins a Tilmun (Bahrayn) amb un suposat domini més o menys efectiu de la costa d'Aràbia oriental. El territori va ser convertit en una mena de virregnat anomenat Karduniaix (Mesopotàmia) del qual el mateix Tukultininurta es va proclamar virrei, però al cap d'uns anys va deixar el govern a Enlilnadinxumi (cap a l'any 1227 aC-1226 aC). Un relat èpic narra la seva guerra amb Kaixtiliaix IV.
Al cap d'un any els elamites van deposar Enlilnadinxumi i van posar al tron a Kadaixmankharbe II (1226 aC-1224 aC). Llavors Tukultininurta va retornar amb un exèrcit, va ocupar Babilònia per segona vegada, i va saquejar els temples de la ciutat, construint amb aquest botí una nova ciutat propera a Assur que va anomenar Kartukultinurta on va residir. Al front del govern a Babilònia va deixar a Adadxumaiddina que va regnar del 1224 aC al 1218 aC.
Tukultininurta va fer llavors una expedició al Nairi on una estela diu que va sotmetre quaranta reis del país. Llavors el poder d'Assíria anava de l'Eufrates al país dels guti (oest a est) i de Babilònia als llacs Van i Úrmia (sud a nord). Després va fer una expedició cap als territoris al nord-oest, i va conquerir Rapiqu, Mari, Terqa, Khana i el país Akhlamu, i Arrapkha, al nord del riu Diyala.
Cap al 1200 aC els nobles assiris el van començar a considerar un dement; els mateixos fills del rei es van posar al front d'una conspiració. Quan va esclatar la conjura, en una data entre 1208 i 1196 aC segons les diferents cronologies, el rei va quedar assetjat a palau i finalment va morir assassinat. El fill Aixurnadinapli (1196 aC - 1193 aC) va ser proclamat al seu lloc.
D'aquest regnat són diverses tauletes que inclouen lleis assíries; una d'elles estava dedicada a l'estatus de la dona i els seus béns; també hi ha diversos decrets reials que donen idea de la vida a la cort i a l'harem del rei; el procediment de coronament està descrit en un document i es defineix el déu Asshur com el verdader rei mentre el sobirà estava només per servir-lo i engrandir el seu regne. La llengua assíria va tenir una gran difusió i va substituir a la llengua hurrita. Després del seu regnat Assíria va entrar en decadència.